# Морозова, Светлана Валентиновна
Светла́на Валенти́новна Моро́зова (бел. Святлана Валянцінаўна Марозава; в девичестве Полу́цкая, бел. Палуцкая; 22 ноября 1954, Илья, Молодечненская область, сейчас Вилейский район, Минская область, Беларусь) — белорусский историк. Доктор исторических наук (2003), профессор (2007).

## Биография

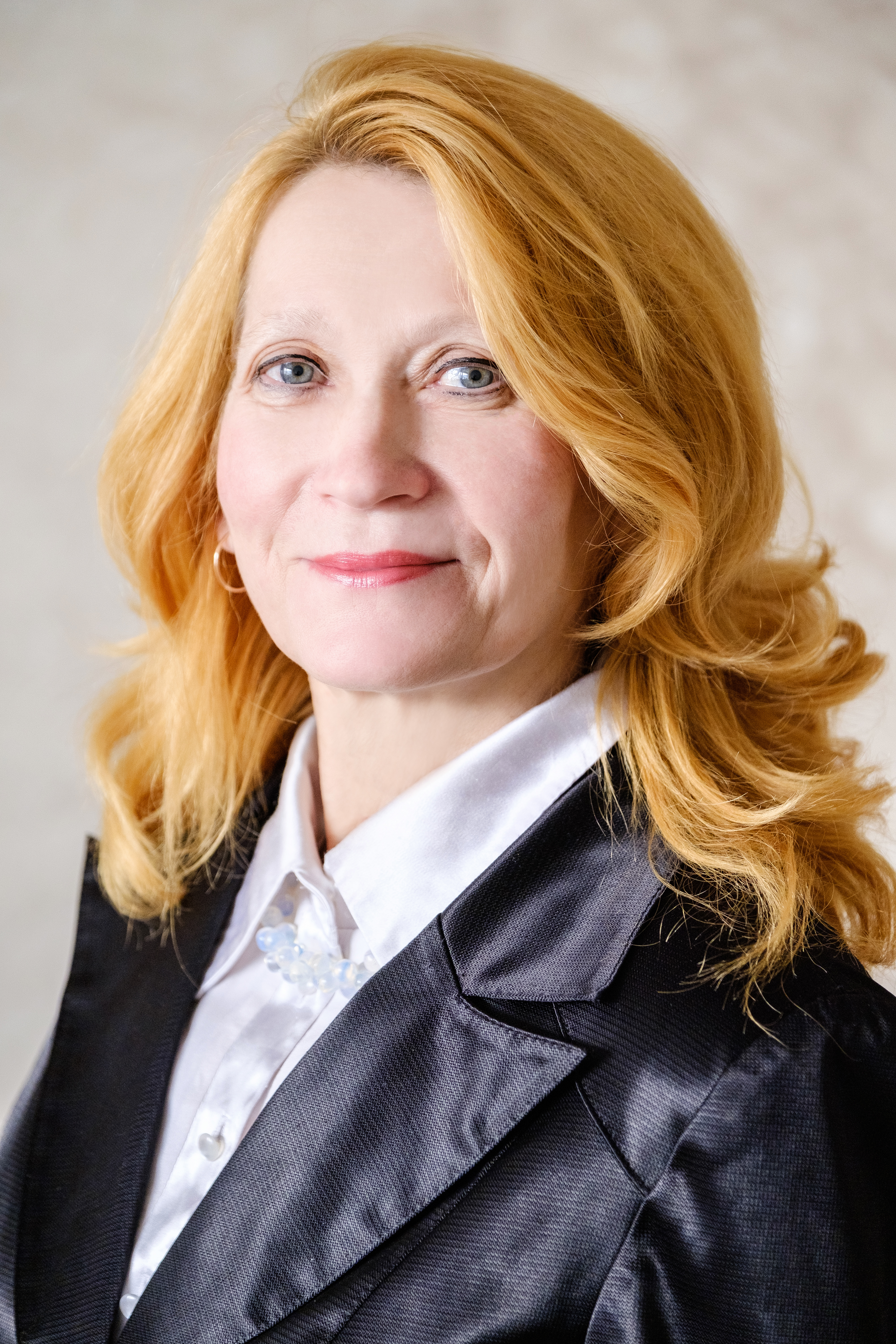

Окончила Гродненский педагогический институт (1977). Работала учителем в школах Борисовского района Минской области, с 1979 года в ГРГУ. Училась в аспирантуре при кафедре истории БССР ГРГУ (1979—1982), в 1983 года в Белорусском государственном университете защитила кандидатскую диссертацию на тему «Брестская церковная уния 1596 года и борьба народных масс Белоруссии против национально-религиозного гнета (1596—1667 гг.)», кандидат исторических наук (1984). Проходила подготовку в докторантуре при отделе истории Белоруссии 13-18 вв. Института истории НАНБ (1993—1996), в 2001 году в Институте истории НАНБ защитила докторскую диссертацию «Униатская церковь в этнокультурном развитии Беларуси (1596—1839 гг.)». Прошла научную стажировку в учебных и научно-исследовательских учреждениях исторического профиля Минска, Москвы, Санкт-Петербурга, Варшавы, Кракова, Вильнюса. Заведующий кафедры истории Беларуси ГРГУ, профессор.
В разное время преподавала на историческом факультете ГРГУ курсы истории Беларуси (эпоха феодализма), источниковедения, архивоведения, истории культуры Беларуси (эпоха феодализма) и спецкурсы «История культуры Гродненщины (эпоха феодализма)», «Проблемы истории униатской церкви Беларуси», «Униатская церковь в культурно-историческом развитии Беларуси (1596—1839 гг.)», «Историография Брестской церковной унии», «Брестская церковная уния 1596 года в истории Восточной Европы (конец XVI—XIX века)».

## Научная деятельность
Направления научной деятельности: конфессиональная история Беларуси конца XVI — 1-й половины XIX века, история униатской церкви в Беларуси, история Гродненщины. Член Белорусского ассоциации историков, Международной ассоциации белорусистов, Белорусского исторического общества, Санкт-Петербургского общества истории идей.

## Публикации
книги
- Унiяцкая царква ў культурна-гiстарычным развiццi Беларусi (1596—1839 гг.): навучальны дапаможнiк / С. В. Марозава. — Гродна : ГрДУ, 1996. — 110 с.
- З гісторыі уніяцтва ў Беларусі : (да 400-годдзя Брэсцкай уніі) / С. В. Марозава [и др.] ; АН Беларусі ; пад рэд. М. В. Біч, П. А. Лойка. — Мн. : НКФ «Экаперспектыва», 1996. — 134 с.
- Шлях у навуку : матэрыялы 7-й рэсп. навук.-практ. канф., прысвеч. 40-годдзю студэнцкага навукова-краязнаўчага гуртка Гродзенскага дзярж. ун-та імя Я. Купалы, Гродна, 31 мая 1995 г. / Установа адукацыі «Гродзенскі дзяржаўны ўніверсітэт імя Янкі Купалы»; рэдкал.: Н. А. Івашчанка [і інш.]. — Гродна : ГрДУ, 1997. — 265 с.
- Гісторыя Беларусі. Ч. 1. Са старажытных часоў да канца 18 ст. : курс лекцый / Гродзенскі дзярж. ун-т імя Янкі Купалы; аўт.: I.П. Крэнь [і інш.]. — Мінск : РІВШ БДУ, 2000. — 656 с.
- Уніяцкая царква ў этнакультурным развіцці Беларусі (1596—1839 гады) : манаграфія / С. В. Марозава ; Установа адукацыі «Гродзенскі дзяржаўны ўніверсітэт імя Янкі Купалы»; пад навук. рэд. У. М. Конана. — Гродна : ГрДУ, 2001. — 352 с.
- Гісторыя Беларусі ў кантэксце еўрапейскай цывілізацыі : дапаможнік / аўт. кал.: У. Р. Казлякоў [и др.]; пад рэд. Л. В. Лойка. — Мн. : ТАА «ЦІПР», 2003. — 347 с.
- Droga ku wzajemnosci = Шлях да ўзаемнасці . У 2 ч. Ч. 2 : materialy X Miedzynarodowej Konferencji Naukowej, Grodno — Mir, 24 — 25 pazdziernika 2002 r. / In-cja edykacji «Grodzienski un-t panstwowy im. J. Kupaly», Katedra filologii bialoruskiej un-tu w Bialymstoku; pod red. I. Krenia. — Grodno : ГАУПП «Гродзенская друкарня», 2004. — 316 с.
- Сосна, У. А. Гісторыя Беларусі (XIX ст.- 1917 г.) : вучэб. дапам. для 8 кл. ўстаноў, якія забяспеч. атрыманне агульнай сярэд. адукацыі, з бел. і рус. мовамі навучання / У. А. Сосна, С. В. Марозава, С. В. Паноў; пад рэд. М. С. Сташкевiча. — Мiнск, 2005. — 167 с.
- Леў Сапега (1557 −1633 гг.) і яго час : зборнік навуковых артыкулаў / Установа адукацыі «Гродзенскі дзяржаўны ўніверсітэт імя Янкі Купалы»; рэдкал.: В. Галубовіч, С. В. Марозава. — Гродна : ГрДУ, 2007. — 422 с.
- Хрысціянства ў гістарычным лёсе беларускага народа : зборнік навуковых артыкулаў / Учреждение образования «Гродненский государственный университет имени Янки Купалы», Ін-т гісторыі НАН Беларусі ; рэдкал.: С. В. Марозава, Э. С. Ярмусік. — Гродна : ГрДУ, 2008. — 503 с.
- Гродназнаўства : дапаможнік па курсе «Краязнаўства» для студ. / А. П. Госцеў [і інш.] ; Установа адукацыі «Гродзенскі дзяржаўны ўніверсітэт імя Янкі Купалы»; пад агульнай рэд. В. Р. Карнелюка, В. В. Шведа. — Гродна : ГрДУ, 2009. — 219 с.
- Хрысціянства ў гістарычным лёсе беларускага народа : зб. навуковых артыкулаў. у 2 ч. Ч. 1 / Установа адукацыі «Гродзенскі дзяржаўны ўніверсітэт імя Янкі Купалы»; рэдкал.: Э. С. Ярмусік, С. У. Сілава, С. В. Марозава. — Гродна : ГрДУ, 2009. — 385 с.
- Румлёўскія старонкі: турыстычны патэнцыял нацыянальнай культурна-гістарычнай спадчыны Панямоння : матэрыялы III адкрытай навукова-практычнай канферэнцыі па праблемах рэгіяналістыкі і краязнаўства «Румлёўскія чытанні», Гродна, 19 лютага 2009 г. / Установа адукацыі «Гродзенскі дзяржаўны ўніверсітэт імя Янкі Купалы»; рэдкал.: С. А. Габрусевіч, С. В. Марозава, В. В. Швед. — Гродна : ГрДУ, 2010. — 176 с.
- История Беларуси. Конец XVIII — начало XX в. : учеб. пособие для 9 кл. учреждений общ. сред. образования с рус. яз. обучения / С. В. Морозова, В. А. Сосно, С. В. Панов; под ред. В. А. Сосно. — Минск : Изд. центр БГУ, 2011. — 198 с.
- Румлеўскія старонкі : помнікі гісторыі, прыроды і культуры паміж турыстычнай прывабнасцю і навуковай цікавасцю : матэрыялы IV адкрытай рэгіянальнай навукова-практычнай канферэнцыі па праблемах рэгіяналістыкі і краязнаўства «Румлеўскія чытанні», Гродна, 18 лютага 2011 г. / Установа адукацыі «Гродзенскі дзяржаўны ўніверсітэт імя Янкі Купалы»; рэдкал.: В. Р. Карнялюк [і інш.]. — Гродна : ГрДУ, 2011. — 286 с.
- Вялікае княства Літоўскае і яго суседзі ў XIV—XV стст. : саперніцтва, супрацоўніцтва, урокі : да 600-годдзя Грунвальдскай бітвы : матэрыялы Міжнароднай навуковай канферэнцыі, Гродна, 8 — 9 ліпеня 2010 г. / НАН Беларусі, Ін-т гісторыі ; рэдкал.: А. А. Каваленя, А. І. Груша, В. В. Даніловіч; уклад.: А. І. Груша, С. В. Марозава. — Мінск : Беларуская навука, 2011. — 225 с.
- Гісторыя Беларусі. Канец XVIII — пачатак XX ст. : вучэб. дапам. для 9 кл. устаноў агул. сярэд. адукацыі з бел. мовай навучання / С. В. Марозава, У. А. Сосна, С. В. Паноў ; пад рэд. У. А. Сосны. — 2-е выд., дап. і перагледж. — Мінск : Выдавецкі цэнтр БДУ, 2011. — 198 с.
- Шлях у навуку : зборнік навуковых артыкулаў да 55-годдзя студэнцкага навукова-даследчага гісторыка-краязнаўчага гуртка «НіКа» / Установа адукацыі «Гродзенскі дзяржаўны ўніверсітэт імя Янкі Купалы»; рэдкал.: Н. А. Івашчанка [і інш.]. — Гродна : ГрДУ, 2011. — 281 с.
- Шлях да ўзаемнасці = Droga ku wzajemnosci : матэрыялы XVII міжнар. навук. канф., Гродна, 18-19 лістап. 2010 г. / Упаўнаважаны па справах рэлігій і нацыянальнасцей Савета Міністраў Рэспублікі Беларусь, Установа адукацыі «Гродзенскі дзяржаўны ўніверсітэт імя Янкі Купалы»; рэд. кал.: Г. А. Хацкевіч [и др.]. — Гродна : ГрДУ імя Янкі Купалы, 2011. — 383 с.
- Гродназнаўства : гісторыя еўрапейскага горада / аўтары тэксту : А. Госцеў [и др.]. — Гародня; Wroclaw : Wroclawska Drukarnia Naukowa, 2012. — 339 с. — (Гарадзенская бібліятэка).
- Шлях да ўзаемнасці = Droga ku wzajemnosci : матэрыялы XVII міжнар. навук. канф., Гродна, 18- 19 лістапада 2010 г. / Установа адукацыі «Гродзенскі дзяржаўны ўніверсітэт імя Янкі Купалы»; рэдкал.: Г. А. Хацкевіч [и др.]. — Гродна : ГрДУ, 2012.
- Актуальныя праблемы гістарычнай навукі і адукацыі : зб. навук. артыкулаў / Установа адукацыі «Гродзенскі дзяржаўны ўніверсітэт імя Янкі Купалы»; пад агульнай рэд. С. В. Марозавай. — Гродна : ГрДУ, 2014. — 355 с.
- Развитие социального партнерства между органами государственной власти, женскими, профсоюзными, другими некоммерческими организациями : материалы III Республиканской научно-практической конференции, Гродно, 26 апреля 2014 г. / ред. кол. Л. В. Кашенкова [и др.]; сост.: Л. В. Кашенкова, Н. И. Черкес. — Гродно : ЮрСаПринт, 2014. — 271 с.
- Вялікае княства Літоўскае і яго суседзі ў XIV—XV стст. : саперніцтва, супрацоўніцтва, урокі : да 600-годдзя Грунвальдскай бітвы : матэрыялы Міжнароднай навуковай канферэнцыі, Гродна, 8 — 9 ліпеня 2010 г. / НАН Беларусі, Ін-т гісторыі ; рэдкал.: А. А. Каваленя, А. І. Груша, В. В. Даніловіч; уклад.: А. І. Груша, С. В. Марозава. — 2-е выд. — Мінск : Беларуская навука, 2014. — 225 с.
- «Сваёй веры ламаць не будзем…»: супраціў дэўнізацыі ў Беларусі (1780—1839 гады) : манаграфія / С. В. Марозава. — Гродна : ЮрСаПрынт, 2014. — 217 с.
- Канфесійны фактар у сацыяльным развіцці Беларусі (канец XVIII — пачатак XX ст.) : [манаграфія] / В. В. Яноўская [і інш.] ; НАН Беларусі, Ін-т гісторыі ; навук. рэд. В. В. Яноўская. — Мінск : Беларуская навука, 2015. — 496 с.
- Камінскі, Д. Рыцары XXI стагоддзя: Беларускі рух гістарычнай рэканструкцыі Сярэднявечча / Д. Камінскі ; пад навук. рэд. С. В. Марозавай. — Гродна : ЮрСаПрынт, 2015. — 44 с.
- Лаўрэш, Л. Маламажэйкаўская царква : гістарычны нарыс / Л. Лаўрэш; навук. рэд. С. В. Марозава. — Гродна : ЮрСаПрынт, 2017. — 113 с.
- История Беларуси, конец XVIII — начало XX в. : учебное пособие для 8 класса учреждений общего сред. образования с рус. языком обучения / С. В. Панов, С. В. Морозова, В. А. Сосно; пер. на рус. яз. О. Р. Ермакович, В. М. Иванова; под ред. В. А. Сосно. — Минск : Издательский центр БГУ, 2018. — 159 с.
  - Гісторыя Беларусі, канец XVIII — пачатак XX ст. : вучэбны дапаможнік для 8 класа ўстаноў агульнай сяр. адукацыі з бел. мовай навучання / С. В. Паноў, С. В. Марозава, У. А. Сосна; пад рэд. У. А. Сосны. — Мінск : Выдавецкі цэнтр БДУ, 2018. — 159 с.
- Polacy na Bialorusi od Powstania Styczniowego do XXI wieku. T. 4. Rok 1920 na tle przelomow politycznych XX wieku : materialy miedzynarodowej konferencji naukowej, Grodno, 6 listopada 2020 r. / pod red. T. Gawina ; Recenzenci: S. Marozawa [и др.]. — Warszawa : Uniwersytet Warszawski, 2020.

статьи
- Каляндарная праблема ў беларускім уніяцтве // Шлях у навуку : матэрыялы 7-й рэсп. навук.-практ. канф., прысвеч. 40-годдзю студэнцкага навукова-краязнаўчага гуртка Гродзенскага дзярж. ун-та імя Я. Купалы, Гродна, 31 мая 1995 г. / Установа адукацыі «Гродзенскі дзяржаўны ўніверсітэт імя Янкі Купалы»; рэдкал.: Н. А. Івашчанка [і інш.]. — Гродна : ГрДУ, 1997. — С. 135—141.
- Этнасацыяльныя і сацыякультурныя працэсы ў заходнім рэгіёне Беларусі (на Гродзеншчыне) ў XVI—XX стагоддзях / I.П. Крэнь [і інш.] // Этнасацыяльныя і культурныя працэсы ў заходнім рэгіёне Беларусі: гісторыя і сучаснасць : матэрыялы рэсп. навуковай канф. 5-6 снежня 1997 г. Гродна / Гродзенскі дзярж. ун-т імя Янкі Купалы; адказны рэд. I.П. Крэнь. — Гродна : 1998. — С. 47-64.
- Пастунійная рэакцыя ў заходніх раёнах Беларусі // Этнасацыяльныя і культурныя працэсы ў заходнім рэгіёне Беларусі: гісторыя і сучаснасць : матэрыялы рэсп. навуковай канф. 5-6 снежня 1997 г. Гродна / Гродзенскі дзярж. ун-т імя Янкі Купалы; адказны рэд. I.П. Крэнь. — Гродна : 1998. — С. 349—353.
- Грамадска-палітычныя і нацыянальна-культурныя аспекты адраджэння уніяцтва на Беларусі // Этносоциальные и конфессиональные процессы в современном обществе : материалы Межд. науч. конф., Гродно, 16 — 18 ноября 1999 г. / Гродненский гос. ун-т им. Янки Купалы; отв. ред. У. Д. Розенфельд. — Гродно : ГрГУ, 2000. — С. 508—514.
- Рэлігійная канверсія насельніцтва Беларусі ў першай палове XIX ст. і змена яго этнічнай тоеснасці // Этносоциальные и конфессиональные процессы в трансформирующемся обществе : материалы Международной научной конференции: В 2 ч. Ч. 1. Гродно, 15-16 ноября 2001 г. / Учреждение образования «Гродненский государственный университет имени Янки Купалы»; отв. ред. У. Д. Розенфельд; ред. кол.: Ч. С. Кирвель, [и др.]. — Гродно : ГрГУ, 2001. — С. 141—148.
- Гісторыяграфія канфесійнай гісторыі Беларусі // Гістарычны альманах : Навуковы гістарычны і краязнаўчы часопіс. — 2001. — № 4. — С. 147—159.
- Уніяцкая царква ў этнакультурным развіцці Беларусі (1596—1839 гады) / С. В. Марозава // Biuletyn historii pogranicza. — 2002. — № 3. — С. 47-67.
- Берасцейская царкоўная унія 1596 г. у беларускай гістарыяграфіі : вуч. дапамож. па спецкурсе «Гістарыяграфія Берасцейскай царкоўнай уніі 1596 г.» для студ. спец. Г.05.00 — Гісторыя / С. В. Марозава ; Установа адукацыі «Гродзенскі дзяржаўны ўніверсітэт імя Янкі Купалы». — Гродна : ГрДУ, 2002. — 132 с.
- Да пытання пра перыядызацыю канфесійнай гісторыі Беларуі // Гістарычны альманах : Навуковы гістарычны і краязнаўчы часопіс. — 2002. — № 7. — С. 38-47.
- Супраціў дэунізацыі на Беларусі ў 1834—1938 гг. // Веснік ГрДУ імя Янкі Купалы. Сер. 1, Гісторыя і археалогія. Філасофія. Паліталогія. — 2004. — № 4. — С. 3-15.
- Супраціў дэмантажу уніяцкай царквы на Гродзеншчыне ў 30-60-я г. XIX ст. // 60-летие образования Гродненской области : Материалы Междунар. науч. конф,, 3-4 марта 2004 г., Гродно. — Гродно : ГрГУ, 2004. — С. 53-58.
- Гісторык, мала вядомы на радзіме. Да 225-годдзя з дня нараджэння Ігната Анацэвіча // Беларускі гістарычны часопіс. — 2005. — № 9. — С. 42-47. (в соавторстве с С. А. Габрусевичем)
- Яков Мараш — ученый, учитель, человек // Постаці ў гісторыі Гродзенскага дзяржаўнага універсітэта імя Янкі Купалы : Гістарычны нарыс / Установа адукацыі «Гродзенскі дзяржаўны ўніверсітэт імя Янкі Купалы»; аўт.-скл. В. П. Таранцей. — Гродна : ГрДУ, 2005. — С. 36-40. (с Т. А. Бадюковой и В. П. Таранцеем)
- «Ісціна, толькі ісціна і нічога акрямя ісціны» Да 225-годдзя з дня нараджэння прафесара Ігната Анацэвіча // Веснік ГрДУ імя Янкі Купалы. Сер. 1, Гісторыя і археалогія. Філасофія. Паліталогія. — 2005. — № 3. — С. 3-10. (в соавторстве с С. А. Габрусевичем)
- Даследванне гісторыі ВКЛ на гістарычным факультэце ГрДУ імя Я.Купалы // Подготовка педагогических и научных кадров историков и развитие исторической науки в Беларуси : Материалы республиканской научно-практической конференции. 30 сентября 2004 г. Гродно. Республика Беларусь / Учреждение образования «Гродненский государственный университет имени Янки Купалы»; под ред.: Е. А. Ровбы, А. Н. Нечухрина, И. П. Креня; редкол.: Е. А. Ровба [и др.]. — Гродно : ГрГУ, 2005. — С. 146—149.
- Адмена статута Вялікага княства Літоўскага (1831 г., 1840 г.) і рэакцыя на яе беларускай шляхты // Веснік ГрДУ імя Янкі Купалы. Сер. 1, Гісторыя і археалогія. Філасофія. Паліталогія. — 2005. — № 4. — С. 3-8.
- Гісторыка-краязнаўчы гурток: шлях даўжынёй у 50 гадоў // Здзяйсненне мары апантаных : матэрыялы рэспубліканскай навуковай канферэнцыі, прысвечанай 50-годдзю студэнцкага навукова-даследчага гісторыка-краязнаўчага гуртка, 27 чэрвеня 2005 г., Гродна, Рэспубліка Беларусь / Установа адукацыі «Гродзенскі дзяржаўны ўніверсітэт імя Янкі Купалы»; пад рэд. І. П. Крэня. — Гродна : ГрДУ, 2006. — С. 6-11.
- Прафесар Ігнат Анацэвіч — пачынальнік беларускай гісторыяграфіі // Bialoruskie Zeszyty Historyczne. — 2006. — № 26. — С. 117—141. (в соавторстве с С. А. Габрусевичем)
- Выпрацоўвайце ў сябе адказнасць ва ўсім // Университет и его педагоги / Учреждение образования «Гродненский государственный университет имени Янки Купалы»; под ред. Ю. П. Золотухина; сост.: Ю. П. Золотухин [и др.]. — Гродно : ГрГУ, 2006. — С. 200—207.
- Трансфармацыя канфесійнай структуры Вялікага княства Літоўскага ў паслялюблінскае стагоддзе 1569—1667 гг. // Polsko-bialoruskie zwiazki jezykowe, literackie, historyczne i kulturowe = Польска-беларускія моўныя літаратурныя, гістарычныя і культурныя сувязі. T. VIII : materialy X Miedzynarodowej Konferencji Naukowej «Droga ku wzajemnosci». Bialystok 15-16 VII 2005 / Katedra filologii bialoruskiej un-tu w Bialymstoku, Grodzienski Panstwowy un-t im. J.Kupaly; pod red. M. Kondratiuka, B. Siegienia. — Bialystok : Wyd. Un-tu w Bialymstoku, 2006. — С. 333—343.
- Прафесар Ігнат Анацэвіч як пачынальнік беларускай гісторыяграфіі // Polsko-bialoruskie zwiazki jezykowe, literackie, historyczne i kulturowe = Польска-беларускія моўныя літаратурныя, гістарычныя і культурныя сувязі. T. VIII : materialy X Miedzynarodowej Konferencji Naukowej «Droga ku wzajemnosci». Bialystok 15-16 VII 2005 / Katedra filologii bialoruskiej un-tu w Bialymstoku, Grodzienski Panstwowy un-t im. J.Kupaly; pod red. M. Kondratiuka, B. Siegienia. — Bialystok : Wyd. Un-tu w Bialymstoku, 2006. — С. 351—361. (в соавторстве с С. А. Габрусевичем)
- Льву Сапеге — 450 гадоў // Леў Сапега (1557 −1633 гг.) і яго час : зборнік навуковых артыкулаў / Установа адукацыі «Гродзенскі дзяржаўны ўніверсітэт імя Янкі Купалы»; рэдкал.: В. Галубовіч, С. В. Марозава. — Гродна : ГрДУ, 2007. — С. 3-5.
- Падзеі ў Бярасці 6-10 кастрычніка 1596 г. // Гарады Беларусі ў кантэксце палітыкі, эканомікі, культуры : зб. навук. артыкулаў / Установа адукацыі «Гродзенскі дзяржаўны ўніверсітэт імя Янкі Купалы»; рэдкал.: І. В. Соркіна, В. А. Белазаровіч, I.П. Крэнь. — Гродна : ГрДУ, 2007. — С. 236—244.
- Наваградак — царкоўная сталіца Вялікага княства Літоўскага (XIV—XV стст.) // Гарады Беларусі ў кантэксце палітыкі, эканомікі, культуры : зб. навук. артыкулаў / Установа адукацыі «Гродзенскі дзяржаўны ўніверсітэт імя Янкі Купалы»; рэдкал.: І. В. Соркіна, В. А. Белазаровіч, I.П. Крэнь. — Гродна : ГрДУ, 2007. — С. 228—236.
- «Літоўскі сепаратыст» Леў Іванавіч Сапега // Леў Сапега (1557 − 1633 гг.) і яго час : зборнік навуковых артыкулаў / Установа адукацыі «Гродзенскі дзяржаўны ўніверсітэт імя Янкі Купалы»; рэдкал.: В. Галубовіч, С. В. Марозава. — Гродна : ГрДУ, 2007. — С. 15-26.
- Аб неабходнасці новых метадалагічных падыходаў да даследвання канфесійнай гісторыі Беларусі // Состояние и развитие методологических исследований в исторической науке Республики Беларусь и Российской Федерации : Сб. науч. ст. / Учреждение образования «Гродненский государственный университет имени Янки Купалы»; ред. кол.: Г. В. Васюк, Е. И. Мелешко, А. Н. Нечухрин. — Гродно : ГрГУ, 2008. — С. 259—266.
- Гродна ў еўрапейскай палітычнай і цывілізацыйнай прасторы XII—XVIII ст. // Гродна і гродзенцы : дзевяць стагоддзяў гісторыі (да 880-годдзя горада) : матэрыялы Міжнароднай навуковай канферэнцыі (Гродна, 10-11 красавіка 2008 г.) / Ін-т гісторыі НАН Беларусі [и др.]; адказны рэд. А. І. Антоненка, А. А. Каваленя, Я. А. Роўба; навук. рэд. I.П. Крэнь. — Гродна : ГрДУ, 2008. — С. 29-39.
- Гістарыяграфічны выклік часу // Хрысціянства ў гістарычным лёсе беларускага народа : зборнік навуковых артыкулаў / Учреждение образования «Гродненский государственный университет имени Янки Купалы», Ін-т гісторыі НАН Беларусі ; рэдкал.: С. В. Марозава, Э. С. Ярмусік. — Гродна : ГрДУ, 2008. — С. 3-5.
- Уніяцкая царква Беларусі ў 1838 г.: некаторыя малавядомыя старонкі // Хрысціянства ў гістарычным лёсе беларускага народа : зборнік навуковых артыкулаў / Учреждение образования «Гродненский государственный университет имени Янки Купалы», Ін-т гісторыі НАН Беларусі ; рэдкал.: С. В. Марозава, Э. С. Ярмусік. — Гродна : ГрДУ, 2008. — С. 108—116.
- Ля вытокаў вышэйшай адукацыі на Гродзеншчыне // Университет, город, регион : перспективы взаимодействия : материалы Международной научной конференции, посвященной 880-й годовщине основания г. Гродно (Гродно, 11 — 13 сентября 2008 г.) / Учреждение образования «Гродненский государственный университет имени Янки Купалы»; отв. ред. Е. А. Ровба. — Гродно : ГрГУ, 2008. — С. 96-101.
- Сялянская абшчына ў Беларусі XVI—XVIII стст.: новае навуковае бачанне.- Рэц. на кн.: Голубеў В. Ф. Сялянская абшчына ў Беларусі XVI—XVIII стст. — Мінск: Беларуская навука, 2008.- 407 с. // Веснік ГрДУ імя Янкі Купалы. Сер. 1, Гісторыя і археалогія. Філасофія. Паліталогія. — 2009. — № 3(86). — С. 162—163.
- Прафесар Ігнат Анацэвіч — першы беларускі даследчык Вялікага Княства Літоўскага // Silva rerum nova : Штудыі ў гонар 70-годдзя Георгія Я. Галенчанкі / уклад.: А. І. Дзярновiч, А. А. Семянчук. — Vilnius : Aidai, 2009. — С. 173—183.
- Дэунізацыя: вілейскі эксцэс 1834—1835 гг. (паводле крыніц) // Гістарыяграфія і крыніцы па гісторыі гарадоў і працэсаў урбанізацыі ў Беларусі : зб. навук. артыкулаў / Установа адукацыі «Гродзенскі дзяржаўны ўніверсітэт імя Янкі Купалы». — Гродна : ГрДУ, 2009. — С. 269—275.
- Беларускі шлях канфесійнага развіцця: неабходнасць тэарэтычнага асэнсавання // Хрысціянства ў гістарычным лёсе беларускага народа : зб. навуковых артыкулаў. у 2 ч. Ч. 1 / Установа адукацыі «Гродзенскі дзяржаўны ўніверсітэт імя Янкі Купалы»; рэдкал.: Э. С. Ярмусік, С. У. Сілава, С. В. Марозава. — Гродна : ГрДУ, 2009. — С. 13-18.
- Беларусь, восень 1838 — вясна 1839 г.: апошні акт уніяцкай трагедыі (некаторыя малавядомыя старонкі) // Хрысціянства ў гістарычным лёсе беларускага народа : зб. навуковых артыкулаў. у 2 ч. Ч. 1 / Установа адукацыі «Гродзенскі дзяржаўны ўніверсітэт імя Янкі Купалы»; рэдкал.: Э. С. Ярмусік, С. У. Сілава, С. В. Марозава. — Гродна : ГрДУ, 2009. — С. 305—322.
- Гісторыка-канфесійныя даследаванні на кафедры гісторыі Беларусі ГрДУ імя Янкі Купалы / С. В. Марозава // Веснік ГрДУ імя Янкі Купалы. Сер. 1, Гісторыя і археалогія. Філасофія. Паліталогія. — 2009. — № 3 (86). — С. 8-12.
- Карев Дмитрий Владимирович. К 60-летию со дня рождения / Е. А. Ровба [и др.] // Веснік ГрДУ імя Янкі Купалы. Сер. 1, Гісторыя і археалогія. Філасофія. Паліталогія. — 2010. — № 1. — С. 9-11.
- Научная историческая школа: направление «Исследование конфессиональной истории Беларуси» // Веснік ГрДУ імя Янкі Купалы. Сер. 1, Гісторыя і археалогія. Філасофія. Паліталогія. — 2010. — № 2. — С. 120—124. (в соавторсве с Э. С. Ярмусиком)
- Праект «Гісторыкі Гродзеншчыны» // Румлёўскія старонкі: турыстычны патэнцыял нацыянальнай культурна-гістарычнай спадчыны Панямоння : матэрыялы III адкрытай навукова-практычнай канферэнцыі па праблемах рэгіяналістыкі і краязнаўства «Румлёўскія чытанні», Гродна, 19 лютага 2009 г. / Установа адукацыі «Гродзенскі дзяржаўны ўніверсітэт імя Янкі Купалы»; рэдкал.: С. А. Габрусевіч, С. В. Марозава, В. В. Швед. — Гродна : ГрДУ, 2010. — С. 40-44.
- Навукова-педагагічная школа прафесара Я. Н. Мараша // Шлях у навуку : зборнік навуковых артыкулаў да 55-годдзя студэнцкага навукова-даследчага гісторыка-краязнаўчага гуртка «НіКа» / Установа адукацыі «Гродзенскі дзяржаўны ўніверсітэт імя Янкі Купалы»; рэдкал.: Н. А. Івашчанка [і інш.]. — Гродна : ГрДУ, 2011. — С. 9-16.
- Стэфан Баторый і Гродна / С. В. Марозава // Гарадзенскія чытанні : зборнік матэрыялаў / ДУК «Гродзенская абласная навуковая бібліятэка імя Я. Ф. Карскага»; рэдкал.: А. Ч. Лойка [и др.]; склад. Л. Турмасава. — Гродна : Гродзенская друкарня, 2011. — С. 110—124.
- Стэфан Баторый і Гродна // Маладосць. — 2011. — № 6. — С. 98-105.
- Міхаіл Клеафас Агінскі ў сучаснай беларускай гістарыяграфіі // Kunigaiksciu Oginskiu kulturine, politine veikla: praeities atspindziai, ateities perspektyvos : VII tarptautines mokslines konferencijos pranesimu tezes. — Vilnius : 2011. — С. 58-59.
- Крыж Ефрасінні Полацкай — галоўная нацыянальная рэліквія беларусаў // Роль женщин в укреплении стабильности местных сообществ : материалы респ. науч.-практ. конф., Гродно, 12 февр. 2011 г. — Мозырь : Белый Ветер, 2011. — С. 13-18.
- Злом на Беларусі царкоўна-рэлігійнай спадчыны ў найноўшай беларуская гісторыяграфіі (2000-я гады) // История Польши в историографической традиции XIX — нач XX вв. : материалы Международной научной конференции, Гродно, 29-30 октября 2009 г. / под общ. ред. Т. Т. Кручковский. — Гродно : ГрГУ, 2011. — С. 266—276.
- Сопротивление деунизации в Беларуси (1833—1839 гг.): новые источники // Современные проблемы изучения истории Церкви : Тез. докл. Междунар. науч.конф. — М. : 2011. — С. 155—158.
- Замест прадмовы // Грэка-каталіцкая (уніяцкая) Царква на Лідчыне / Л. Лаўрэш; пад рэд. С. В. Марозава. — Полацк : 2012. — С. 5-6.
- Рэабілітацыя жанчыны, або гендэрны паварот у гістарычным даследаванні // Через гендерное равенство — к участию в общественной и политической жизни общества : материалы II Республ. науч.-практ. конф., Гродно, 15 июня 2012 г. — Мозырь : Белый Ветер, 2012. — С. 137—141.
- Крыж Ефрасінні Полацкай — галоўная нацыянальная рэліквія беларусаў // Український культурологічний альманах. — 2012. — № 1 (91). — С. 4-10.
- Канфесійная гісторыя Беларусі XVI—XVIII ст. у беларускай гісторыяграфічнай рефлексіі 2000-х гадоў // Беларусь, Расія, Украіна : дыялог народаў і культур : зб. навуковых артыкулаў / гал. рэд. Д. У. Караў ; рэдкал.: В. В. Масненка [и др.]; склад. Д. У. Караў, В. В. Масненка. — Гродна : ЮрСаПрынт, 2013. — С. 237—250.
- Наваградак як царкоўна-рэлігійны цэнтр Вялікага княства Літоўскага (ХІІІ — XVI ст.) // Людзі і ўлада Навагрудчыны : гісторыя ўзаемадзеяння : (да 500-годдзя надання Навагрудку прывілея на магдэбургскае права) : зборнік навуковых артыкулаў / НАН Беларусі, Ін-т гісторыі ; уклад. В. В. Даніловіч, А. Б. Доўнар, А. А. Скеп’ян. — Мінск : Беларуская навука, 2013. — С. 65-88.
- Рэц. на кн.:On тthe Border of the Worlds. Ed. By E.Gil and W.Bobryk. Siedlce-Lublin, 2009 / С. В. Марозава // Беларускі гістарычны агляд. — 2013. — Т. 20. — № 1/2. — С. 253—259.
- Лёс уніяцкай кнігі ў Беларусі // Берасцейскія кнігазборы: праблемы і перспектывы даследавання : матэрыялы і даклады ІІ Міжнар. навук.-практ. канф., Брэст, 31 мая — 3 чэрвеня 2012 г. / Брэсцкі абласны выканаўчы камітэт, Брэсцкая абласная бібліятэка імя М. Горкага, Брэсцкі дзярж. ун-т ім. А. С. Пушкіна; пад агульнай рэд. М. В. Нікалаева; рэд. кал.: А. М. Вабішчэвіч [и др.]; склад.: А. М. Мяснянкіна, Т. С. Кавенька. — Брэст : БрДУ, 2013. — С. 156—162.
- Залатаардынская палітыка Вітаўта // Гарадзенскія чытанні : зборнік матэрыялаў. Вып. 2. — Гродна : Гродзенская друкарня, 2013. — С. 16-21.
- Tyzenhauzai ir Zaludkas // Grafu Tyzenhauzu gimines paveldas= Наследие родни графов Тизенгаузов=The heritage the corent Tyzenhaus family : материал Междунар. науч. конф, Рокишки, 5 июля 2013 г. — Rokiskis : 2013. — С. 6-11.
- Тизенгаузы и Желудок // Grafu Tyzenhauzu gimines paveldas= Наследие родни графов Тизенгаузов=The heritage the corent Tyzenhaus family : материал Междунар. науч. конф, Рокишки, 5 июля 2013 г. — Rokiskis : 2013. — С. 12-19.
- Барунская базыльянская школа і яе выхаванцы // Klasztory mnisze na wshodnich terenach dawnej Rzeczypospolitej od XVI do poczatkow XX wieku. — Poznan: Wydawnictwo Nauka I Innowacji, 2014. — S. 339—354. — Poznan : Wydawnictwo Nauka i Innowacji, 2014. — С. 339—354.
- Эвалюцыя палітыкі Кацярыны II у дачыненні царквы Беларусі (1772—1796 г.) // Развитие социального партнерства между органами государственной власти, женскими, профсоюзными, другими некоммерческими организациями : материалы III Республиканской научно-практической конференции, Гродно, 26 апреля 2014 г. / ред. кол. Л. В. Кашенкова [и др.]; сост.: Л. В. Кашенкова, Н. И. Черкес. — Гродно : ЮрСаПринт, 2014. — С. 107—109.
- Сопротивление деунизации в Беларуси (1833—1839) : новые источники // Современные проблемы изучения истории Церкви : сб. докл. Междунар. конф. МГУ им. М. В. Ломоносова, 7-8 ноября 2011 г. — М. : 2014. — С. 195—213.
- Рэформа ўніяцкай царквы 1830-х г. у лёсе І. Андрушкевіча і І. Салтаноўскага // Актуальныя праблемы гістарычнай навукі і адукацыі : зб. навук. артыкулаў / Установа адукацыі «Гродзенскі дзяржаўны ўніверсітэт імя Янкі Купалы»; пад агульнай рэд. С. В. Марозавай. — Гродна : ГрДУ, 2014. — С. 55-59.
- Канфесійная гісторыя ў даследваннях кафедры гісторыі Беларусі ГрДУ імя Я.Купалы // Актуальныя праблемы гістарычнай навукі і адукацыі : зб. навук. артыкулаў / Установа адукацыі «Гродзенскі дзяржаўны ўніверсітэт імя Янкі Купалы»; пад агульнай рэд. С. В. Марозавай. — Гродна : ГрДУ, 2014. — С. 24-29.
- Гістарыяграфія і крыніцы (Глава 1) / В. В. Яноўская [и др.] // Канфесійны фактар у сацыяльным развіцці Беларусі (канец XVIII — пачатак XX ст.) : [манаграфія] / В. В. Яноўская [і інш.] ; НАН Беларусі, Ін-т гісторыі ; навук. рэд. В. В. Яноўская. — Мінск : Беларуская навука, 2015. — С. 6-72.
- Супрасльскі манастыр як буйны інтэлектуальны цэнтр Вялікага Княства Літоўскага (XVI—XVIII ст.): гістарыяграфічнае асэнсаванне // Польска-беларускія моўныя, літаратурныя, гістарычныя і культурныя сувязі = Polsko-bialoruskie zwiazki jezykowe, literackie, historyczne i kulturowe : матэрыялы XXI Міжнар. навук. канф. «Шлях да ўзаемнасці», Беласток, 25-26 верасня 2015 г. — Беласток : 2015. — С. 315—326.
- Эвалюцыя імперскай палітыкі ў адносінах да ўніяцкай царквы // Канфесійны фактар у сацыяльным развіцці Беларусі (канец XVIII — пачатак XX ст.) : [манаграфія] / В. В. Яноўская [і інш.] ; НАН Беларусі, Ін-т гісторыі ; навук. рэд. В. В. Яноўская. — Мінск : Беларуская навука, 2015. — С. 120—136.
- Рэакцыя беларускага грамадства і міжнародны рэзананс на палітыку рэфармавання і ліквідацыю ўніяцкай царквы // Канфесійны фактар у сацыяльным развіцці Беларусі (канец XVIII — пачатак XX ст.) : [манаграфія] / В. В. Яноўская [і інш.] ; НАН Беларусі, Ін-т гісторыі ; навук. рэд. В. В. Яноўская. — Мінск : Беларуская навука, 2015. — С. 241—272.
- Навучальна-выхаваўчая дзейнасць базыльян Беларусі ў апошняй трэці XVIII — першай трэці XIX ст. // Проблемы и перспективы инновационного развития университетского образования и науки : материалы Междунар. науч. конф. (Гродно, 26-27 февраля 2015 г.) / Мин-во образования Республики Беларусь, Учреждение образования «Гродненский государственный университет имени Янки Купалы»; гл. ред. А. Д. Король; ред. кол.: А. Д. Король [и др.]. — Гродно : ГрГУ им. Янки Купалы, 2015. — С. 274—276.
- Вялікі князь літоўскі Аляксандр — Алена Маскоўская: дынастычны шлюб (1495 г.), які не прынёс Усходняй Еўропе міру // Мир для женщины — женщины для мира : материалы 5-й Междунар. науч.-практ. конф. — Гродно : ЮрСаПринт, 2016. — С. 284—289.
- Францыск Скарына як заснавальнік нацыянальна-патрыятычнай традыцыі ў беларускай культуры // Государства Центральной и Восточной Европы в исторической перспективе. Вып. 2: в 2 ч. Ч. 1 : сб. науч. ст. по материалам II Междунар. науч.-конф., Пинск, 24-25 ноября 2017 г. — Пинск : ПГУ, 2017. — С. 220—225.
- «Жанчыны вайны» з майго роду // Когда говорит история: реалии прошлого и настоящего : материалы 6-й Международной научно-практической конференции, Гродно, 29 апреля 2017 г. / Гродненская районная женская организация «Надежда», [и др.]; ред. кол.: Л. В. Кашенкова, Н. И. Черкес, Э. С. Ярмусик; сост.: Л. В. Кашенкова, Н. И. Черкес, Л. В. Юргель. — Гродно : ЮрСаПринт, 2017. — С. 199—202.
- Значэнне дзейнасці Францыска Скарыны для беларускага народа і яго культуры: да 500-годдзя беларускага і ўсходнеславянскага кнігадрукавання // Polsko-bialoruskie zwiazki jezykowe, literackie, historyczne i kulturowe = Польска-беларускія моўныя, літаратурныя, гістарычныя і культурныя сувязі. T. XVIII : materialy XXIII Miedzynarodowej Konferencji Naukowej «Droga ku wzajemnosci». Bialystok 22-23 IX 2017 = Матэрыялы XXIII Міжнароднай навуковай канферэнцыі «Шлях да ўзаемнасці», Беласток, 22-23 IX 2017 / Katedra filologii bialoruskiej un-tu w Bialymstoku, Grodzienski Panstwowy un-t im. J.Kupaly; pod red. B. Siegienia. — Bialystok : 2017. — С. 337—344.
- Біблія з партрэтам яе выдаўца: да 500-годдзя беларускага і ўсходнеславянскага кнігадрукавання // Веснік ГрДУ імя Янкі Купалы. Сер. 6, Тэхніка. — 2017. — Т. 7. — № 2. — С. 117—126.
- Куратарская гадзіна «Францыск Скарына, наш нацыянальны гонар: да 500-годдзя беларускага кнігадрукавання» // Методические разработки воспитательных мероприятий в Гродненском государственном университете имени Янки Купалы в 2017 году / Учреждение образования «Гродненский государственный университет имени Янки Купалы»; под ред.: О. В. Котовой, В. В. Стойлик. — Гродно : ГрГУ им. Янки Купалы, 2017. — С. 73-78.
- Возрождение Униатской (Греко-католической) церкви в Беларуси (конец ХХ — начало XXI вв.) // Этносоциальные и конфессиональные процессы в современном обществе : сборник научных трудов / Учреждение образования «Гродненский государственный университет имени Янки Купалы»; отв. ред. М. А. Можейко; ред. кол.: С. В. Донских, С. Л. Вилейко. — Гродно : ЮрСаПринт, 2017. — С. 160—168.
- История Брестской церковной унии 1596 года и униатской церкви Беларуси в современной историографии // Россия и Беларусь: история и культура в прошлом и настоящем. Вып. 4 : материалы междунар. науч. конф. «Россиеведение и белорусоведение в XXI веке: традиционные и новые тенденции в научных исследованиях», Смоленск, 11-12 окт. 2018 г. / Смоленский гос. ун-т; под ред. Е. В. Кодина; рецензенты: О. В. Козлов, Д. В. Карев. — Смоленск : Изд-во СмолГУ , 2018. — С. 102—117.
- Гравюрны партрэт Францыска Скарыны (1517 г.) як твор мастацтва і гістарычная крыніца // Актуальные проблемы мировой художественной культуры : сб. науч. ст. : в 2 ч. Ч. 2 / Учреждение образования «Гродненский государственный университет имени Янки Купалы»; гл. ред. Т. Г. Барановская; ред. кол.: Т. Г. Барановская [и др.]. — Гродно : ГрГУ им. Янки Купалы, 2018. — С. 63-70.
- «Этнографическая карта белорусского племени» Яўхіма Карскага ў кантэксце сучаснай тэорыі этнагенезу беларусаў // Славянский мир и национальная речевая культура в современной коммуникации : сборник научных трудов / Учреждение образования «Гродненский государственный университет имени Янки Купалы»; гл. ред. М. И. Конюшкевич; ред. кол.: М. И. Конюшкевич [и др.]. — Гродно : ГрГУ им. Янки Купалы, 2018. — С. 13-18.
- Кнігадрукарскі «бізнес-план» Францыска Скарыны // Историография социально-экономической истории Беларуси и России: смена парадигм : материалы Междунар. науч. конф., Гродно, 19-20 октября 2017 г. / Учреждение образования «Гродненский государственный университет имени Янки Купалы»; гл. ред. А. Н. Нечухрин; ред. кол.: А. Н. Нечухрин [и др.]. — Гродно : ГрГУ им. Янки Купалы, 2018. — С. 108—116.
- Канфесійная спецыфіка сучаснай Гродзеншчыны // Роля міжнацыянальнага дыялогу ў станаўленні і развіцці грамадства : матэрыялы Міжнар. навук.-практ. канф., Гродна, 1 чэрв. 2018 г. / ДУК «Гродзенская абласная навуковая бібліятэка імя Я. Ф. Карскага»; ред. кол.: Л. В. Мальцава [и др.]. — Гродна : ЮрСаПрынт, 2018. — С. 31-40.
- Значэнне кнігадрукарскага пачынання Ф. Скарыны для беларускага народа і яго культуры // Веснік ГрДУ імя Янкі Купалы. Сер. 1, Гісторыя і археалогія. Філасофія. Паліталогія. — 2018. — Т. 10. — № 1. — С. 6-14.
- Універсітэцкае выхаваўчае мерапрыемства «Што для мяне родная мова?» // Методические разработки воспитательных мероприятий — 2018 / Учреждение образования «Гродненский государственный университет имени Янки Купалы»; под ред.: О. В. Котовой, В. В. Стойлик. — Гродно : ГрГУ им. Янки Купалы, 2018. — С. 20-26.
- Сістэматызацыя ведаў па гісторыі беларускай дзяржаўнасці ў слухачоў падрыхтоўчага аддзялення // Методология и технологии довузовского образования : материалы II междунар. науч.-практ. конф. (Гродно, 16-17 ноября 2017 г.) / Учреждение образования «Гродненский государственный университет имени Янки Купалы»; гл. ред. Ю. Я. Романовский; ред. кол.: Ю. Я. Романовский [и др.]. — Гродно : ГрГУ им. Янки Купалы, 2018. — С. 92-95.
- Гродзеншчына ў канфесійнай структуры Рэспублікі Беларусь: агульнае і адметнае // Гродзеншчына: 75 гадоў здзяйсненняў : зб. матэрыялаў XIV Гарадзенскіх навук. чытанняў, Гродна, 18 верас. 2019 г. — Гродна : ЮрСаПрынт, 2019. — С. 5-16.
- Берасцейская царкоўная унія і ўніяцкая царква на Беларусі (1596—1839) у сучаснай гісторыяграфіі (2000—2010) // Берасцейскія кнігазборы: праблемы і перспектывы даследавання : матэрыялы і даклады ІV Міжнар. навук.-практ. канф., Брэст, 22-25 мая 2018 года / Брэсцкі абласны выканаўчы камітэт, Брэсцкая абласная бібліятэка імя М. Горкага; пад агульнай рэд. А. М. Вабішчэвіча; рэдкал.: А. М. Вабішчэвіч [и др.]; склад. А. М. Мяснянкіна. — Брэст : БудМедыяПраект, 2019. — С. 176—195.
- Гісторыя Святаполка «Акаяннага» і першае летапіснае ўпамінанне Брэста: да 1000годдзя горада // Polsko-bialoruskie zwiazki jezykowe, literackie, historyczne i kulturowe = Польска-беларускія моўныя, літаратурныя, гістарычныя і культурныя сувязі. T. XVIII : materialy XXV Miedzynarodowej Konferencji Naukowej «Droga ku wzajemnosci». Bialystok 18-19 X 2019 = Матэрыялы XXV Міжнароднай навуковай канферэнцыі «Шлях да ўзаемнасці», Беласток, 18-19 X 2019 / Katedra filologii bialoruskiej un-tu w Bialymstoku, Grodzienski Panstwowy un-t im. J.Kupaly; pod red. B. Siegienia. — Bialystok : 2019. — С. 177—185.
- Нацыянальна-патрыятычны аспект беларускай Рэфармацыі // Государства Центральной и Восточной Европы в исторической перспективе. Вып. 4 : сб. науч. ст. по материалам IV Междунар. науч.-практ. конф., Пинск, 20-21 декабря 2019 г. / Редкол.: К. К. Шебеко. — Пинск : ПолесГУ, 2019. — С. 51-56.
- Берасцейская царкоўная унія 1596 г. як з’ява культурна-цывілізацыйнага памежжа // Granice i pogranicza. Studia 2 / komitet naukowy: A. Chwalba [и др.] ; Recenzent: C. Kuklo; red.: A. Gil [и др.]. — Bialystok : Polskie Towarzystwo Historyczne, 2019. — С. 63-77.
- Establishment of the Grand Duchy of Lithuania (mid XIII — third quarter of XIV centuries: a view from Belarus) // Делом и истиной = In Opere et Veritate : сб. науч. трудов, посвящ. 10-летнему юбилею сотрудничества между историками ун-тов Беларуси и Тюбингенского ун-та / Под ред. О. Б. Келлер. — Минск : РИВШ, 2019. — С. 114—125.
- Gazeta «Nasza Niwa» o Polsce i Polakach (209—2019) // Polacy na Bialorusi. Od konca XIX do poczatku XXI wieku. Tom 3. Niepodleglosc 1918—2018: Polskie i bialoruskie idee niepodleglosciowe / pod red. T. Gawina. — Warszawa : Uniwersytet Warszawski, 2019. — С. 585—606.
- Рэфармацыя і змена культурна-канфесійнай сітуацыі на беларускіх землях у другой палове ХVI ст. // Народы и культуры славянского мира Восточной Европы в исторической ретроспективе (Беларусь, Украина, Россия, Польша) : [сборник научных статей] / Международная ассоциация белоруссистов, Гродненский гос. ун-т им. Янки Купалы, Центр междисциплинарных исследований диаспор и зарубежного белорусоведения; редкол.: М. Баньковская [и др.]; ред.-сост. А. Д. Дудько. — Гродно : ЮрСаПринт, 2020. — С. 92-99.
- Лічбавыя тэхналогіі ў выкладанні дысцыпліны «Крыніцазнаўства гісторыі Беларусі» // Университет — территория опережающего развития : сборник научных статей, посвящённый 80-летию ГрГУ имени Янки Купалы / Гродненский гос. ун-т им. Янки Купалы; гл. ред. Ю. Я. Романовский; редкол.: В. Г. Барсуков [и др.]. — Гродно : ГрГУ им. Янки Купалы, 2020. — С. 209—212.
- Узнікненне кнігадрукавання як цывілізацыйная рэвалюцыя // Социальные, культурные и коммуникативные практики в динамике общественного развития : сб. науч. ст. — Гродно : ГрГУ, 2020. — С. 54-57.

прочее
- Гісторыя Беларусі (канец XIV—XVI ст.) [Электрон.ресурс] : электрон.вучэбна-метад.комплекс для студентов специальности 1-210301 История (по направлениям) / С. В. Марозава. — Электрон.текст.дан. и прогр. (678 Мб). — Гродно : ГрГУ им. Янки Купалы, 2020. — 1 электрон. опт. диск (DVD-ROM). — 2020—1366. — 4142023138 от 13.07.2020.